# Lytechinus euerces
Lytechinus euerces is een zee-egel uit de familie Toxopneustidae.
De wetenschappelijke naam van de soort werd in 1912 gepubliceerd door Hubert Lyman Clark.